# Reproductor 5150
Player 5150 (conocida en Hispanoamérica como Reproductor 5150) es una película de acción y drama estadounidense de 2007, dirigida por David Michael O'Neill y protagonizada por Ethan Embry, Kelly Carlson, Kathleen Robertson.

## Trama
Joey, es un buen día a un comerciante de gama alta Casa de Bolsa tiene un hermoso e fianc y una casa en la playa. Él lo tiene todo pero también mucho que perder. Ahora, la adicción al juego que le ha atormentado durante varios años le ha en el plazo y se debe poner todo en la línea ... incluyendo su vida.

## Reparto
- Scott Eastwood: Brian Vicks
- Kelly Carlson:Lucy
- Kathleen Robertson : Ali
- Christopher McDonald: Tony
- Bob Gunton: Nick
- Angela Little:  Jenny Starz
- Elaine Hendrix: Mrs. Lanzelin
- Ethan Embry: Joey
- Bob Sapp: Beno
- Sandra Taylor:  Concierge Dianne
- Paul Ben-Victor:  Jimmy
- Sean O'Bryan:  Jerry

- Datos: Q3906522